# Adaptivna optika
Adaptivna optika (AO) je tehnologija koja se koristi za poboljšanje performansi optičkih sustava smanjenjem učinka dolaznih izobličenja valnog fronta deformiranjem zrcala kako bi se nadoknadilo izobličenje. Koristi se u astronomskim teleskopima i laserskim komunikacijskim sustavima za uklanjanje učinaka atmosferskog izobličenja, u mikroskopiji, proizvodnji optičkih proizvodnji i u sustavima snimanja mrežnice za smanjenje optičkih aberacija. Prilagodljiva optika radi mjerenjem izobličenja u valnoj fronti i kompenzacijom pomoću uređaja koji ispravlja te pogreške kao što je deformabilno zrcalo ili niz tekućih kristala.
Adaptivnu optiku ne treba miješati s aktivnom optikom, koja radi na dužem vremenskom rasponu kako bi ispravila primarnu geometriju zrcala.
Druge metode mogu postići moć razlučivanja koja premašuje granicu nametnutu atmosferskim izobličenjem, kao što je slikanje mrlja, sinteza otvora blende i sretno slikanje, ili podizanjem izvan atmosfere pomoću svemirskih teleskopa, kao što je svemirski teleskop Hubble.

## Povijest
Prilagodljivu optiku prvi je zamislio Horace W. Babcock 1953. i također je razmatrana u znanstvenoj fantastici, kao u romanu Tau Zero Poula Andersona (1970.), ali nije ušla u uobičajenu upotrebu sve do napretka u računalnoj tehnologiji tijekom 1990-ih koji je učinio ovu tehniku praktičnom.
Neki od početnih razvojnih radova na adaptivnoj optici odradila je američka vojska tijekom Hladnog rata i bila je namijenjena za korištenje u praćenju sovjetskih satelita.
Deformabilna zrcala mikroelektromehaničkih sustava (MEMS) i deformabilna zrcala magnetskog koncepta trenutno su najrasprostranjenija tehnologija u primjenama oblikovanja valnog fronta za adaptivnu optiku s obzirom na njihovu svestranost, hod, zrelost tehnologije i korekciju valnog fronta visoke rezolucije koju oni omogućuju.

## Korekcija nagiba vrha
Najjednostavniji oblik adaptivne optike je korekcija tip-tilt, koja odgovara korekciji nagiba valne fronte u dvije dimenzije (ekvivalentno korekciji pomaka položaja za sliku). To se izvodi pomoću zrcala s nagibom vrha i nagiba koje čini brze male rotacije oko dvije svoje osi. Na taj se način može ukloniti značajan dio aberacije koju donosi atmosfera.
Zrcala s vrhom i nagibom su segmentirana zrcala koja imaju samo jedan segment koji se može naginjati i naginjati, umjesto da imaju niz više segmenata koji se mogu naginjati i naginjati neovisno. Zbog relativne jednostavnosti takvih zrcala i velikog hoda, što znači da imaju veliku moć korekcije, većina AO sustava koristi ih, prvo, za ispravljanje aberacija niskog reda. Aberacije višeg reda se tada mogu ispraviti deformabilnim zrcalima.

## U astronomiji

### Atmosferskiseeing
Kada svjetlost zvijezde ili nekog drugog astronomskog objekta uđe u Zemljinu atmosferu, atmosferska turbulencija (koja je uzrokovana, na primjer, različitim temperaturnim slojevima i različitim brzinama vjetra koji međusobno djeluju) može izobličiti i pomaknuti sliku na različite načine. Vizualne slike koje proizvede bilo koji teleskop veći od približno 20 centimetara su zamućene ovim izobličenjem.

### Senzor i korekcija valnog fronta
Prilagodljivi optički sustav pokušava ispraviti ta izobličenja, koristeći senzor valnog fronta koji uzima dio astronomske svjetlosti, deformabilno zrcalo koje leži na optičkoj stazi i računalo koje prima ulaz od detektora. Senzor valne fronte mjeri izobličenja koja je atmosfera unijela u vremenskoj skali od nekoliko milisekundi; računalo izračunava optimalni oblik zrcala za ispravljanje izobličenja i površina deformabilnog zrcala se u skladu s tim preoblikuje. Na primjer, 8-10 m teleskop (kao VLT ili Keck ) može proizvesti AO-ispravljene slike s kutnom rezolucijom od 30-60 lučnih milisekunda rezolucije pri snimanju u infracrvenom dijelu spektra, a razlučivost bez korekcije je reda 1 lučna sekunda.
Kako bi se izvršila adaptivna optička korekcija, oblik dolaznih valnih frontova mora se mjeriti kao funkcija položaja u ravnini otvora teleskopa. Obično je kružni otvor teleskopa podijeljen u niz piksela u senzoru valne fronte, bilo pomoću niza malih leća ( Shack-Hartmannov senzor valnog fronta ), ili pomoću senzora zakrivljenosti ili piramide koji radi na slikama otvora teleskopa. Izračunava se srednja perturbacija valnog fronta u svakom pikselu. Ova pikselizirana mapa valnih frontova se dovodi u deformabilno zrcalo i koristi se za ispravljanje pogrešaka valnih fronta koje unosi atmosfera. Nije potrebno da se zna oblik ili veličina astronomskog objekta – čak se i objekti Sunčevog sustava koji nisu točkasti mogu koristiti u Shack-Hartmannovom senzoru valne fronte, a vremenski promjenjiva struktura na površini Sunca obično se koristi za adaptivnu optiku na solarnim teleskopima. Deformabilno zrcalo ispravlja dolazno svjetlo tako da slike izgledaju oštre.

### Korištenje zvijezda vodilja

#### Prirodne zvijezde vodilje
Budući da je meta promatranja često preslaba da bi se koristila kao referentna zvijezda za mjerenje oblika optičkih valnih frontova, umjesto nje može se koristiti obližnja svjetlija zvijezda vodilja. Svjetlost cilja prošla je kroz približno istu atmosfersku turbulenciju kao i svjetlost referentne zvijezde pa je i njezina slika ispravljena, iako općenito s nižom preciznošću.
Potreba za referentnom zvijezdom znači da adaptivni optički sustav ne može raditi svugdje na nebu, već samo tamo gdje se zvijezda vodilja dovoljne svjetline (za trenutne sustave, oko magnitude 12-15) može naći vrlo blizu objekta promatranja. To ozbiljno ograničava primjenu tehnike za astronomska promatranja. Drugo veliko ograničenje je malo vidno polje nad kojim je adaptivna optička korekcija dobra. Kako se kutna udaljenost od zvijezde vodilice povećava, kvaliteta slike se pogoršava. Tehnika poznata kao "multikonjugirana adaptivna optika" koristi nekoliko deformabilnih zrcala za postizanje većeg vidnog polja.

#### Umjetne zvijezde vodilice
Alternativa je korištenje laserske zrake za generiranje referentnog izvora svjetlosti (laserska vodička zvijezda, LGS) u atmosferi. Postoje dvije vrste LGS-a: Rayleigh vodilice i natrijeve vodilice. Rayleighove zvijezde vodilice rade širenjem lasera, obično na valnim duljinama blizu ultraljubičastih, i otkrivanjem povratnog raspršenja iz zraka na visinama između 15–25 km Natrijeve zvijezde vodilice koriste lasersko svjetlo na 589 nm da rezonantno pobuđuju atome natrija više u mezosferi i termosferi, koji tada izgledaju kao da "sjaju". LGS se tada može koristiti kao referenca valnog fronta na isti način kao prirodna zvijezda vodič – osim što su (mnogo blijede) prirodne referentne zvijezde još uvijek potrebne za informacije o položaju slike (vrh/nagib). Laseri su često pulsirani, a mjerenje atmosfere je ograničeno na prozor koji se javlja nekoliko mikrosekundi nakon pokretanja impulsa. To omogućuje sustavu da zanemari većinu raspršene svjetlosti na razini tla; detektira se samo svjetlost koja je putovala nekoliko mikrosekundi visoko u atmosferu i natrag.

## Kod snimanja retine
Očne aberacije su izobličenja u valnog fronta koji prolazi kroz zjenicu oka. Ove optičke aberacije umanjuju kvalitetu slike formirane na mrežnici, ponekad zahtijevajući nošenje naočala ili kontaktnih leća. U slučaju snimanja retine, svjetlost koja izlazi iz oka nosi slična izobličenja valnog fronta, što dovodi do nemogućnosti razrješenja mikroskopske strukture (stanice i kapilare) mrežnice. Naočale i kontaktne leće ispravljaju "aberacije nižeg reda", kao što su defokus i astigmatizam, koji su obično stabilni kod ljudi tijekom dugog vremenskog razdoblja (mjeseci ili godine). Iako je njihova korekcija dovoljna za normalno funkcioniranje vida, općenito je nedostatna za postizanje mikroskopske rezolucije. Dodatno, "aberacije visokog reda", kao što su koma, sferna aberacija i trolist, također se moraju ispraviti kako bi se postigla mikroskopska rezolucija. Aberacije visokog reda, za razliku od nižeg reda, nisu stabilne tijekom vremena i mogu se mijenjati tijekom vremenske skale od 0,1 s do 0,01 s. Ispravljanje ovih aberacija zahtijeva kontinuirano, visokofrekventno mjerenje i kompenzaciju.

### Mjerenje očnih aberacija
Očne aberacije općenito se mjere pomoću senzora valne fronte, a najčešće korišteni tip senzora valne fronte je Shack-Hartmann. Očne aberacije uzrokovane su neuniformitetima prostorne faze u valnog fronta koji izlazi iz oka. U Shack-Hartmannovom senzoru valne fronte, one se mjere postavljanjem dvodimenzionalnog niza malih leća (leća) u ravnini zjenice koja je konjugirana sa zjenicom oka, a CCD čipa u stražnjoj žarišnoj ravnini leća. Leće uzrokuju fokusiranje točaka na CCD čip, a položaji tih točaka izračunavaju se pomoću algoritma za centriranje. Položaji tih točaka uspoređuju se s položajima referentnih točaka, a pomaci između njih se koriste za određivanje lokalne zakrivljenosti valne fronte što omogućuje numeričku rekonstrukciju informacija valnog fronta – procjena neuniformiteta faze koje uzrokuju aberaciju.

### Korekcija očnih aberacija
Nakon što su poznate lokalne fazne pogreške u valnoj fronti, one se mogu ispraviti postavljanjem faznog modulatora kao što je deformabilno zrcalo na još jednu ravninu u sustavu koja je konjugirana sa zjenicom oka. Fazne pogreške mogu se koristiti za rekonstrukciju valne fronte, koja se zatim može koristiti za kontrolu deformabilnog zrcala. Alternativno, lokalne greške faze mogu se izravno koristiti za izračunavanje instrukcija deformabilnog zrcala.

### Otvorena petlja u odnosu na rad zatvorene petlje
Ako se pogreška valnog fronta izmjeri prije nego što je ispravljena korektorom valnog fronta, tada se kaže da je radnja "otvorena petlja". Ako se pogreška valnog fronta izmjeri nakon što ju je ispravio korektor valnog fronta, tada se kaže da je radnja "zatvorena petlja". U potonjem slučaju tada će izmjerene pogreške valnog fronta biti male, a vjerojatnije je da će greške u mjerenju i korekciji biti uklonjene. Korekcija zatvorene petlje je norma.

### Primjena
Prilagodljiva optika prvi put je primijenjena za snimanje retine s poplavnim osvjetljenjem kako bi se proizvele slike pojedinačnih čunjeva u živom ljudskom oku. Također se koristio zajedno sa skenirajućom laserskom oftalmoskopijom za proizvodnju (također u živim ljudskim očima) prvih slika mikrovaskulature retine i povezanog protoka krvi i stanica pigmentnog epitela retine uz pojedinačne čunjeve. U kombinaciji s optičkom koherentnom tomografijom, adaptivna optika omogućila je prikupljanje prvih trodimenzionalnih slika živih stošnih fotoreceptora.

## U mikroskopiji
U mikroskopiji se adaptivna optika koristi za ispravljanje aberacija uzrokovanih uzorkom. Potrebna korekcija valne fronte ili se mjeri izravno pomoću senzora valne fronte ili se procjenjuje korištenjem AO tehnika bez senzora.

## Druge primjene
Osim upotrebe za poboljšanje noćnog astronomskog snimanja i snimanja mrežnice, tehnologija adaptivne optike također se koristi u drugim situacijama. Prilagodljiva optika koristi se za solarnu astronomiju u zvjezdarnicama kao što su švedski 1-metarski solarni teleskop i solarni opservatorij Big Bear. Također se očekuje da će igrati vojnu ulogu dopuštajući zemaljskom i zračnom laserskom oružju da dosegne i uništi ciljeve na udaljenosti uključujući satelite u orbiti. Program Airborne Laser Agencije za raketnu obranu glavni je primjer toga.
Prilagodljiva optika korištena je za poboljšanje performansi klasičnih i kvantnih optičkih komunikacijskih sustava slobodnog prostora te za kontrolu prostornog izlaza optičkih vlakana.
Medicinske primjene uključuju snimanje mrežnice, gdje je kombinirano s optičkom koherentnom tomografijom. Također je razvoj laserskog oftalmoskopa za skeniranje s prilagodljivom optikom (AOSLO) omogućio ispravljanje aberacija valnog fronta koji se reflektira od ljudske mrežnice i snimanje ljudskih štapića i čunjeva ograničenih difrakcijom. Razvoj prilagodljivog skenirajućeg optičkog mikroskopa (ASOM) najavio je Thorlabs u travnju 2007. Prilagodljiva i aktivna optika također se razvija za korištenje u naočalama za postizanje boljeg vida od 20/20, u početku za vojne primjene.
Nakon propagacije valnog fronta, njegovi dijelovi se mogu preklapati što dovodi do smetnji i sprječavanja adaptivne optike da je ispravi. Širenje zakrivljene valne fronte uvijek dovodi do varijacije amplitude. To treba uzeti u obzir ako se želi postići dobar profil snopa u laserskim aplikacijama. U obradi materijala pomoću lasera, podešavanja se mogu izvršiti u hodu kako bi se omogućila varijacija dubine fokusa tijekom probijanja za promjene žarišne duljine na radnoj površini. Širina snopa također se može podesiti za prebacivanje između načina probijanja i rezanja. To eliminira potrebu za prebacivanjem optike laserske glave, skraćujući ukupno vrijeme obrade za dinamičnije modifikacije.
Prilagodljiva optika, posebno modulatori prostornog svjetla s kodiranjem valnog fronta, često se koriste u aplikacijama optičkog hvatanja za multipleksiranje i dinamičku rekonfiguraciju laserskih žarišta koja se koriste za mikro-manipuliranje bioloških uzoraka.

## Stabilizacija zrake
Jednostavan primjer je stabilizacija položaja i smjera laserske zrake između modula u optičkom komunikacijskom sustavu velikog slobodnog prostora. Fourierova optika koristi se za kontrolu smjera i položaja. Stvarni snop se mjeri foto diodama. Taj se signal dovodi u analogno-digitalne pretvarače, a zatim u mikrokontroler koji pokreće algoritam PID regulatora. Kontroler zatim pokreće digitalno-analogne pretvarače koji pokreću koračne motore pričvršćene na nosače zrcala.
Ako se snop želi centrirati na diode od 4 kvadranta, nije potreban analogno-digitalni pretvarač. Operativna pojačala su dovoljna.

## Daljnje čtanje
- Duffner, Robert W.; Fugate, Robert Q. 2009. The Adaptive Optics Revolution: A History. University of New Mexico Press. ISBN 978-0-8263-4691-9
- Thomas H. Rimmele; Jose Marino. 2011. Solar Adaptive Optics. Living Rev. Sol. Phys. 8 (2): 2. Bibcode:2011LRSP....8....2R. doi:10.12942/lrsp-2011-2. PMC 4841189. PMID 27194964
- Tyson, Robert. 2010. Principles of Adaptive Optics. Third izdanje. Taylor & Francis. Bibcode:1991pao..book.....T. ISBN 978-1-4398-0858-0
- Roddier, François. Studeni 2004.  François Roddier (ur.). Adaptive Optics in Astronomy. Cambridge University Press. Cambridge, UK. str. 419. Bibcode:2004aoa..book.....R. ISBN 978-0-521-61214-2

## Vanjske poveznice
- 10th International Workshop on Adaptive Optics for Industry and Medicine, Padova (Italy), 15–19 June 2015
- Adaptive Optics Tutorial at CTIO  Arhivirana inačica izvorne stranice od 1. lipnja 2021. (Wayback Machine) A. Tokovinin
- Research groups and companies with interests in Adaptive Optics
- Space-based vs. Ground-based telescopes with Adaptive Optics
- Ten Years of VLT Adaptive Optics (ESO : ann11078 : 25 November 2011)
- Center for Adaptive Optics